# Poljani
Poljani (česky Polany) je vesnice v Chorvatsku v Bjelovarsko-bilogorské župě, spadající pod opčinu města Grubišno Polje. Nachází se asi 2 km jihovýchodně od Grubišna Polje. V roce 2011 zde žilo 261 obyvatel. V roce 1991 bylo 29,67 % obyvatel (100 z tehdejších 337 obyvatel) české národnosti.

## Sousední sídla
| Růžice kompasu |                  | Grubišno Polje |                | Růžice kompasu |
| Růžice kompasu | Orlovac Zdenački | Sever          | Donja Rašenica | Růžice kompasu |
| Růžice kompasu | Orlovac Zdenački | Poljani        | Donja Rašenica | Růžice kompasu |
| Růžice kompasu | Orlovac Zdenački | Jih            | Donja Rašenica | Růžice kompasu |
| Růžice kompasu | Končanica        |                |                | Růžice kompasu |